# Hansjörg Sumi
Hansjörg Sumi (ur. 19 stycznia 1959 w Saanen) – szwajcarski skoczek narciarski, który występował w latach 1976–1984. Najlepsze wyniki w Pucharze Świata osiągnął w sezonie 1979/1980, kiedy zajął 8. miejsce w klasyfikacji generalnej. W całej swojej karierze pięć razy stał na podium konkursów Pucharu Świata, w tym raz na najwyższym, dwa razy był drugi oraz dwa razy trzeci.
Dwukrotnie brał udział w igrzyskach olimpijskich. Na Zimowych Igrzyskach Olimpijskich w Lake Placid zajął 7. miejsce na skoczni dużej oraz 9. na normalnej. Cztery lata później na igrzyskach w Sarajewie zajął 32. miejsce na skoczni dużej oraz 22. na normalnej. Startował też na mistrzostwach świata w Oslo, jednak bez sukcesów. Na dużej skoczni był 49., a na normalnej 30. Najwyższą pozycją w klasyfikacji końcowej Turnieju Czterech Skoczni było 2. miejsce w 27. Turnieju Czterech Skoczni, co jest największym sukcesem tego skoczka.

## Puchar Świata w skokach narciarskich

### Miejsca w klasyfikacji generalnej
- sezon 1979/1980:8
- sezon 1980/1981:62
- sezon 1981/1982:33
- sezon 1982/1983:22
- sezon 1983/1984:32

### Miejsca na podium chronologicznie
1. 4 stycznia 1980 Innsbruck – 2. miejsce,
2. 29 lutego 1980 Gstaad – 1. miejsce,
3. 20 marca 1980 Engelberg – 3. miejsce,
4. 27 stycznia 1982 Sankt Moritz – 3. miejsce,
5. 1 stycznia 1984 Garmisch-Partenkirchen – 2. miejsce.

## Zimowe igrzyska olimpijskie
- Indywidualnie
  - 1980 Lake Placid (USA) – 7. miejsce (duża skocznia), 9. miejsce (normalna skocznia)
  - 1984 Sarajewo (YUG) – 32. miejsce (duża skocznia), 22. miejsce (normalna skocznia)

## Skoki narciarskie na mistrzostwach świata w narciarstwie klasycznym
- Indywidualnie
  - 1982 Oslo (NOR) – 49. miejsce (duża skocznia), 30. miejsce (normalna skocznia)